# …And the Circus Leaves Town
…And the Circus Leaves Town — четвёртый и последний студийный альбом американской стоунер-рок-группы Kyuss, выпущенный 11 июля 1995, за три месяца до распада группы.

## Приём
| Оценки критиков | Оценки критиков |
| Источник        | Оценка          |
| --------------- | --------------- |
| Allmusic        | [ 1 ]           |
| Rolling Stone   | [ 2 ]           |
| Piero Scaruffi  | [ 3 ]           |

Альбом не имел успеха в коммерческом плане и не получил особых одобрений со стороны критиков, в отличие от предыдущих Blues for the Red Sun и Welcome to Sky Valley. На песню «One Inch Man» — единственный официальный сингл альбома — было выпущено видео.

## Список композиций
| №   | Название              | Автор(ы)                                              | Длительность |
| --- | --------------------- | ----------------------------------------------------- | ------------ |
| 1.  | «Hurricane»           | Джон Гарсия, Джош Хомме                               | 2:41         |
| 2.  | «One Inch Man»        | Гарсия, Скотт Ридер                                   | 3:30         |
| 3.  | «Thee Ol' Boozeroony» | Скотт Ридер                                           | 2:47         |
| 4.  | «Gloria Lewis»        | Джон Гарсия, Джош Хомме                               | 4:02         |
| 5.  | «Phototropic»         | Джош Хомме                                            | 5:13         |
| 6.  | «El Rodeo»            | Джон Гарсия, Джош Хомме                               | 5:35         |
| 7.  | «Jumbo Blimp Jumbo»   | Джош Хомме                                            | 4:39         |
| 8.  | «Tangy Zizzle»        | Джош Хомме                                            | 2:39         |
| 9.  | «Size Queen»          | Джош Хомме                                            | 3:46         |
| 10. | «Catamaran»           | Марио Лалли, Ларри Лалли, Гэри Эрс, Альфредо Эрнандес | 2:59         |
| 11. | «Spaceship Landing»   |                                                       | 34:04        |

- Примечание: последний трек состоит из трёх песен, между которыми есть большие промежутки тишины.
  - «Spaceship Landing» — 00:00 — 11:15 (Джош Хомме)
  - «M’deea» — 14:48 — 15:02
  - «Day One» — 32:14 — 34:04 (Скотт Ридер)

«Catamaran» является кавером на песню группы Yawning Man — предыдущего коллектива Альфредо Эрнандеса.
Скрытый трек «Day One» изначально был издан в Германии под названием «Day One (To Dave and Chris)» как часть сингла «Demon Cleaner». Было решено упомянуть членов Nirvana — Дэйва Грола и Криса Новоселича — после смерти Курта Кобейна.
Песня «Hurricane» присутствует на саундтреке видеоигры Need for Speed: Carbon.

## Над альбомом работали

### Kyuss
- Джон Гарсия — вокал
- Джош Хомме — гитары
- Скотт Ридер — бас
- Альфредо Эрнандес — ударные

### Дополнительный персонал
- Крис Госс — продюсер
- Марио Лалли — бэк-вокал
- Гэри Эрс — бэк-вокал
- Madman of Encino — бэк-вокал
- Джо Баресси — запись
- Брайан Дженкинс — микширование
- Чад Бенфорд — микширование
- Билли Бауэрс — микширование
- Эдди Шрейер — мастеринг
- Джилл Джордан — оформление
- Майкл Андерсон — фотографии